# Cinque Mulini
(G. W. Andersen)
La Cinque Mulini è una corsa campestre organizzata a San Vittore Olona dalla locale associazione sportiva (Unione Sportiva San Vittore Olona).

## Storia
Il nome deriva dal fatto che il percorso si snoda attraverso le zone rurali intorno all'Olona toccando i mulini ancora presenti lungo il fiume.
Ideata da Giovanni Malerba e organizzata per la prima volta nel 1933 come gara paesana, nel 1953 è diventata una competizione internazionale. Dal 1960 la Cinque Mulini ha anche una gara riservata agli atleti juniores.
Ad oggi un solo atleta è riuscito ad imporsi in entrambe le categorie, il britannico David Bedford, vincitore da juniores nel 1969 e da seniores nel 1972. A partire dal 1972 debutta infine la gara femminile, che ad oggi ha in Grete Waitz l'atleta più titolata, con ben 6 successi. Vi hanno corso molti campioni olimpici, tra cui Lasse Virén, Sebastian Coe, Saïd Aouita, Alberto Cova, Haile Gebrselassie, Kenenisa Bekele e Stefano Baldini.
È inserita nel calendario del World Athletics Cross Country Permit, il circuito internazionale organizzato dalla World Athletics che raggruppa le più importanti gare di cross al mondo.
Nel 2019 la IAAF le ha conferito la Heritage Plaque in riconoscimento del valore storico della competizione; la placca commemorativa è stata apposta sul Mulino Meraviglia, il più iconico di quelli toccati dal percorso.

## Albo d'oro

Brendan Foster e Frank Shorter in un'edizione della Cinque Mulini degli anni '70

| Edizione                    | Anno                   | Seniores uomini        | Seniores donne          | Juniores uomini             |
| Competizione nazionale      | Competizione nazionale | Competizione nazionale | Competizione nazionale  | Competizione nazionale      |
| --------------------------- | ---------------------- | ---------------------- | ----------------------- | --------------------------- |
| 1ª                          | 1933                   | Mario Fiocchi          | Non disputata           | Non disputata               |
| 2ª                          | 1934                   | Luigi Pellin           | Non disputata           | Non disputata               |
| 3ª                          | 1935                   | Luigi Pellin           | Non disputata           | Non disputata               |
| 4ª                          | 1936                   | Luigi Pellin           | Non disputata           | Non disputata               |
| 5ª                          | 1937                   | Romano Maffeis         | Non disputata           | Non disputata               |
| 6ª                          | 1938                   | Umberto de Florentis   | Non disputata           | Non disputata               |
| 7ª                          | 1939                   | Vittorio Avila         | Non disputata           | Non disputata               |
| 8ª                          | 1940                   | Antonio Vitali         | Non disputata           | Non disputata               |
| 9ª                          | 1941                   | Romano Maffeis         | Non disputata           | Non disputata               |
| 10ª                         | 1942                   | Salvatore Costantino   | Non disputata           | Non disputata               |
| 11ª                         | 1943                   | Salvatore Costantino   | Non disputata           | Non disputata               |
| 12ª                         | 1944                   | Giuseppe Beviacqua     | Non disputata           | Non disputata               |
| 13ª                         | 1945                   | Armando Cesarato       | Non disputata           | Non disputata               |
| 14ª                         | 1946                   | Aldo Rossi             | Non disputata           | Non disputata               |
| 15ª                         | 1947                   | Cristoforo Sestini     | Non disputata           | Non disputata               |
| 16ª                         | 1948                   | Giuseppe Italia        | Non disputata           | Non disputata               |
| 17ª                         | 1949                   | Giuseppe Beviacqua     | Non disputata           | Non disputata               |
| 18ª                         | 1950                   | Giuseppe Italia        | Non disputata           | Non disputata               |
| 19ª                         | 1951                   | Luigi Pelliccioli      | Non disputata           | Non disputata               |
| Competizione internazionale |                        |                        |                         |                             |
| 20ª                         | 1952                   | Luigi Pelliccioli      | Non disputata           | Non disputata               |
| 21ª                         | 1953                   | Agostino Conti         | Non disputata           | Non disputata               |
| 22ª                         | 1954                   | Ahmed Labidi           | Non disputata           | Non disputata               |
| 23ª                         | 1955                   | Giacomo Peppicelli     | Non disputata           | Non disputata               |
| 24ª                         | 1956                   | Rino Lavelli           | Non disputata           | Non disputata               |
| 25ª                         | 1957                   | Franjo Mihalić         | Non disputata           | Non disputata               |
| 26ª                         | 1958                   | Franjo Mihalić         | Non disputata           | Non disputata               |
| 27ª                         | 1959                   | Francesco Perrone      | Non disputata           | Non disputata               |
| 28ª                         | 1960                   | Gianfranco Baraldi     | Non disputata           | Massimo Begnis              |
| 29ª                         | 1961                   | Franjo Mihalić         | Non disputata           | Massimo Begnis              |
| 30ª                         | 1962                   | Michel Jazy            | Non disputata           | Eugenio Del Negro           |
| 31ª                         | 1963                   | Michel Jazy            | Non disputata           | Mario Pompucci              |
| 32ª                         | 1964                   | Antonio Ambu           | Non disputata           | Roberto Orlandi             |
| 33ª                         | 1965                   | Billy Mills            | Non disputata           | Antonio Giancaterino        |
| 34ª                         | 1966                   | Mike Turner            | Non disputata           | Roberto Grazzani            |
| 35ª                         | 1967                   | Nikolaj Dutov          | Non disputata           | Elios Leonardis             |
| 36ª                         | 1968                   | Gaston Roelants        | Non disputata           | Pier Luigi Quaglia          |
| 37ª                         | 1969                   | Kipchoge Keino         | Non disputata           | David Bedford               |
| 38ª                         | 1970                   | Naftali Temu           | Non disputata           | Boguljub Javanivić          |
| 39ª                         | 1971                   | Daniel Korica          | Non disputata           | David Black                 |
| 40ª                         | 1972                   | David Bedford          | Rita Ridley             | Franco Fava                 |
| 41ª                         | 1973                   | Frank Shorter          | Paola Pigni             | Lowes                       |
| 42ª                         | 1974                   | Emiel Puttemans        | Rita Ridley             | Venanzio Ortis              |
| 43ª                         | 1975                   | Filbert Bayi           | Gabriella Dorio         | Oddone Tubia                |
| 44ª                         | 1976                   | Filbert Bayi           | Renata Pentlinowska     | Maurizio Da Rold            |
| 45ª                         | 1977                   | Yohannes Mohamed       | Bronisława Ludwichowska | Sergio Pesavento            |
| 46ª                         | 1978                   | Willy Polleunis        | Grete Waitz             | Fulvio Costa                |
| 47ª                         | 1979                   | Léon Schots            | Grete Waitz             | Gaetano Erba                |
| 48ª                         | 1980                   | Léon Schots            | Grete Waitz             | Andrea Prassedi             |
| 49ª                         | 1981                   | Mohamed Kedir          | Grete Waitz             | Davis Paul Hale             |
| 50ª                         | 1982                   | Eshetu Tura            | Grete Waitz             | Aduna Lem                   |
| 51ª                         | 1983                   | Rob de Castella        | Margaret Groos          | Adam Hoyle                  |
| 52ª                         | 1984                   | Bekele Debele          | Grete Waitz             | Lassie Woldese Milkesa      |
| 53ª                         | 1985                   | Fisha Abebe            | Betty Jo Springs        | Selase Milkesa              |
| 54ª                         | 1986                   | Alberto Cova           | Lynn Jennings           | Tony Ford                   |
| 55ª                         | 1987                   | Paul Kipkoech          | Lynn Jennings           | Wilfred Kirochi             |
| 56ª                         | 1988                   | Paul Kipkoech          | Annette Sergent         | Vincenzo Zandonella         |
| 57ª                         | 1989                   | John Ngugi             | Jacqueline Perkins      | John Kavanagh               |
| 58ª                         | 1990                   | Moses Tanui            | Nadia Dandolo           | Robinson Semolini           |
| 59ª                         | 1991                   | Khalid Skah            | Luchia Yishak           | Leonardo Cavalieri Foschini |
| 60ª                         | 1992                   | Fita Bayisa            | Luchia Yishak           | Tarek Zeghmar               |
| 61ª                         | 1993                   | Fita Bayisa            | Esther Kiplagat         | Christian Stephenson        |
| 62ª                         | 1994                   | Fita Bayisa            | Albertina Dias          | Simone Zanon                |
| 63ª                         | 1995                   | Fita Bayisa            | Albertina Dias          | Gabriele Valli              |
| 64ª                         | 1996                   | Paul Tergat            | Merima Denboba          | Fabio Cesari                |
| 65ª                         | 1997                   | Girma Tolla            | Gete Wami               | Claudio Brandalise          |
| 66ª                         | 1998                   | Paul Tergat            | Merima Denboba          | Giovanni Gualdi             |
| 67ª                         | 1999                   | Salah Hissou           | Anita Weyermann         | Giovanni Gualdi             |
| 68ª                         | 2000                   | Charles Kamathi        | Asmae Leghzaoui         | Gustav Svedbrandt           |
| 69ª                         | 2001                   | Charles Kamathi        | Olivera Jevtić          | Cristian Gaeta              |
| 70ª                         | 2002                   | Kenenisa Bekele        | Olivera Jevtić          | Mats Granstrom              |
| 71ª                         | 2003                   | Serhij Lebid'          | Alice Timbilil          | Abrham Tadesse              |
| 72ª                         | 2004                   | Boniface Kiprop        | Zakia Mrisho            | Bernard Dematteis           |
| 73ª                         | 2005                   | Saif Saaeed Shaheen    | Benita Johnson          | Galles (staffetta)          |
| 74ª                         | 2006                   | Paul Kipsiele Koech    | Anikó Kálovics          | Antonio Garavello           |
| 75ª                         | 2007                   | Serhij Lebid'          | Maryam Yusuf Jamal      | Jakub Holuša                |
| 76ª                         | 2008                   | Zersenay Tadese        | Pauline Korikwiang      | Ait Bahamad Abdelghani      |
| 77ª                         | 2009                   | Saif Saaeed Shaheen    | Anikó Kálovics          | Ronald Sparke               |
| 78ª                         | 2010                   | Hunegnaw Mesfin        | Nancy Langat            | Marouan Razine              |
| 79ª                         | 2011                   | Ayad Lamdassem         | Alemitu Bekele          | Andrej Rusakov              |
| 80ª                         | 2012                   | Thomas Longosiwa       | Priscah Cherono         | Radek Karnufek              |
| 81ª                         | 2013                   | Muktar Edris           | Afera Godfay            | Lukas Manyika Maguhe        |
| 82ª                         | 2014                   | Paul Tanui             | Faith Kipyegon          | Said Ettaqy                 |
| 83ª                         | 2015                   | Muktar Edris           | Violet Jelagat          | Alessandro Giacobazzi       |
| 84ª                         | 2016                   | Jairus Birech          | Faith Kipyegon          | Pietro Riva                 |
| 85ª                         | 2017                   | Selemon Barega         | Beyenu Degefa           | Daniel Pattis               |
| 86ª                         | 2018                   | Jacob Kiplimo          | Letesenbet Gidey        | Luca Alfieri                |
| 87ª                         | 2019                   | Jairus Birech          | Winfred Yavi            | Luca Alfieri                |
| 88ª                         | 2020                   | Leonard Bett           | Winfred Yavi            | Francesco Guerra            |
| 89ª                         | 2021                   | Nibret Melak           | Tsehay Gemechu          | Konjoneh Maggi              |
| 90ª                         | 2022                   | Nibret Melak           | Teresiah Muthoni Gateri | Stefano Benzoni             |
| 91ª                         | 2023                   | Gideon Kipkertich Rono | Beatrice Chebet         | Francesco Ropelato          |
| 92ª                         | 2024                   |                        | Yenenesh Shimket        |                             |

## Statistiche

### Plurivincitori

#### Uomini
| Pos. | Uomini | Vittorie |
| ---- | --- | -------- |
| 1    | Fita Bayisa | 4        |
| 2    | Luigi Pellin Franjo Mihalić | 3        |
| 4    | Léon Schots Muktar Edris Nibret Melak Michel Jazy Giuseppe Beviacqua Giuseppe Italia Luigi Pelliccioli Romano Maffeis Salvatore Costantino Charles Kamathi Paul Kipkoech Paul Tergat Jairus Birech Serhij Lebid' Saif Saaeed Shaheen Filbert Bayi | 2        |

#### Donne
| Pos. | Donne | Vittorie |
| ---- | --- | -------- |
| 1    | Grete Waitz | 6        |
| 2    | Winfred Yavi Luchia Yishak Merima Denboba Faith Kipyegon Albertina Dias Rita Ridley Olivera Jevtić Lynn Jennings Anikó Kálovics | 2        |

### Vittorie per nazione

#### Uomini
| Pos. | Uomini                                                                | Vittorie |
| ---- | --------------------------------------------------------------------- | -------- |
| 1    | Italia                                                                | 27       |
| 2    | Etiopia Kenya                                                         | 17       |
| 4    | Belgio                                                                | 5        |
| 5    | Jugoslavia                                                            | 4        |
| 6    | Uganda Ucraina Qatar Marocco Tanzania Stati Uniti Regno Unito Francia | 2        |
| 14   | Spagna Eritrea Australia Unione Sovietica Tunisia                     | 1        |

#### Donne
| Pos. | Donne                                                       | Vittorie |
| ---- | ----------------------------------------------------------- | -------- |
| 1    | Kenya                                                       | 10       |
| 2    | Etiopia                                                     | 9        |
| 3    | Norvegia                                                    | 6        |
| 4    | Stati Uniti                                                 | 4        |
| 5    | Italia Bahrein                                              | 3        |
| 7    | Ungheria Serbia e Montenegro Portogallo Polonia Regno Unito | 2        |
| 12   | Francia Svizzera Marocco Australia Tanzania Turchia         | 1        |